# 莫瓊樹

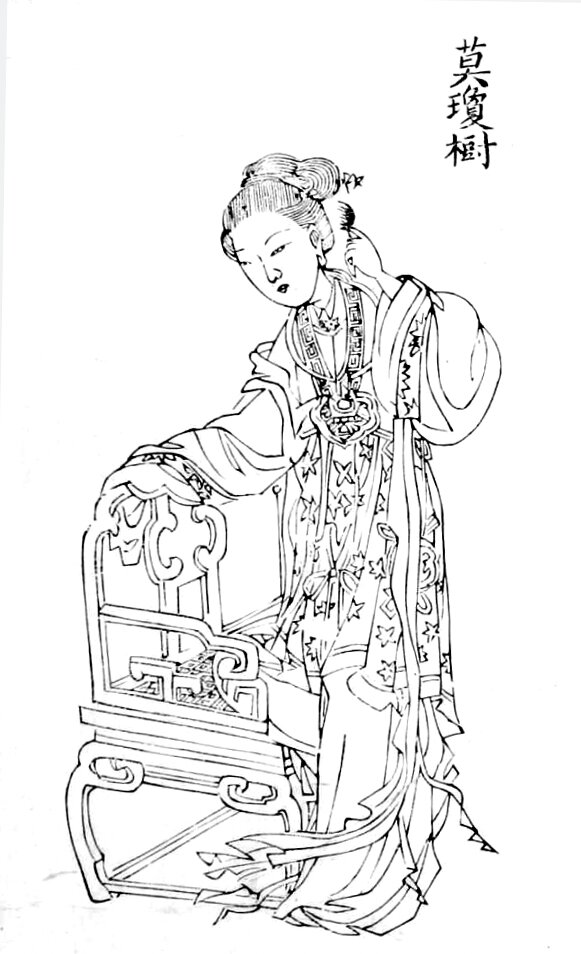
《百美新咏图传》莫琼树

莫瓊樹 （？年—？年），三國時期曹魏宮人。

## 生平
莫瓊樹受曹丕寵愛，她會梳理一種名為“ 蟬鬢 ”的髮型，看上去如同蟬翼一般縹緲。

## 外部連結
- 《《百美新詠》》